# 菲利普·亨利·戈斯
菲利普·亨利·戈斯（英語：Philip Henry Gosse，1810年4月6日—1888年8月23日），英国博物学家、科普作家，认为基督教圣经中创世说与地质学是一致的，即地质考察中发现的化石是由上帝创世时一并创造，不妨碍圣经中记载的真实性。戈斯也是英语中“水族馆”（Aquarium）一词的创造者，于1853年开办了世界上第一所水族馆。
儿子埃德蒙·戈斯为知名作家，其自传《父与子》被认为是英国传记文学史上第一部现代派心理传记。

## 外部連結
- Philip Henry Gosse的作品  - 古騰堡計劃
- 互联网档案馆中菲利普·亨利·戈斯的作品或与之相关的作品